# Пробная марка
Про́бная ма́рка, про́бный о́ттиск, или про́ба, — в филателии напечатанный прототип, эскиз, проект утверждённой и выпущенной в обращение почтовой марки.

## Описание
Пробную марку следует отличать как от проекта почтовой марки (рисунка будущей марки, выполненного художником), так и от эссе (отпечатанного прототипа марки, не утверждённой к выпуску и потому нереализованной). Пробные марки обычно печатают вручную до окончательного утверждения рисунка марки в целях подбора способа исполнения или окраски марки. От выпущенных в почтовое обращение марок пробные оттиски могут отличаться цветом, бумагой, зубцовкой и т. д.
Пробные марки встречаются редко, так как обычно их производят в очень ограниченном числе экземпляров только в качестве образцов, и они не поступают в открытую продажу. Доступ к ним, как правило, имеют только лица, работающие в этой же системе. Пробные марки обычно хранятся в почтовых музеях и почтовых архивах или у причастных к производству почтовых марок лиц, но иногда попадают в частные коллекции. Пробные марки вызывают значительный интерес филателистов, поскольку наглядно демонстрируют стадии творческого процесса создания почтовой марки.

## Классификация
Различают следующие типы пробных марок:
- пробные оттиски гравёра;
- пробные оттиски с печатной формы;
- пробные оттиски с доски;
- пробы краски.